# آیاکیف (قره‌عیسی‌لی)
آیاکیف (به ترکی استانبولی: Ayakkıf) یک منطقهٔ مسکونی در ترکیه است که در کارایسالی واقع شده‌است.